# Mocho híd
A Mocho híd (spanyolul: Puente Mocho) a nyugat-spanyolországi Ledesma község egyik régi műemléke.

## Története és leírása
A híd eredetéről megoszlanak a vélemények. Sokan még az ókori Római Birodalomból származónak tartják, de vannak, akik szerint középkori (újkori hozzáépítésekkel), és létezik a két elgondolás keveréke is, miszerint alapjai rómaiak, de a ma látható híd a középkorban épült. A rajta átvezető kövezett út is római kori nyomvonalat követ, de már valószínűleg a 12. században épült, és azóta többször javították.
Nevének eredete ismeretlen, de mivel a mocho spanyol szó valami olyasmit jelent, aminek már nincsenek élei, csúcsai, mert lekoptak, letöredeztek, ezért valószínű, hogy ezt a nevet is azért kapta, mert valamikor rossz állapotban volt.
A Salamanca tartományban található Ledesmától északra, kevesebb mint 3 km-re található a Cañedo nevű patak fölött. A hídnak öt darab, félköríves nyílása van, amelyek közül a középső a legnagyobb, valamint négy darab, háromszög alaprajzú, felfelé szűkülő víznyomáscsökkentő vagy jégtörő éllel is rendelkezik. Építőanyaga faragott gránit, kivéve a mellvédeket. Teljes hossza 71 méter, legnagyobb magassága 5,7, szélessége 3,5 m.
Napjainkban a híd, mint építészeti érték, szerepel a spanyol kulturális javak jegyzékében is. A ledesmai új hídtól Almeida de Sayago felé indulva 300 méter múlva jobbra ágazik el egy turistaút, amelynek segítségével a híd megközelíthető.

## Képek

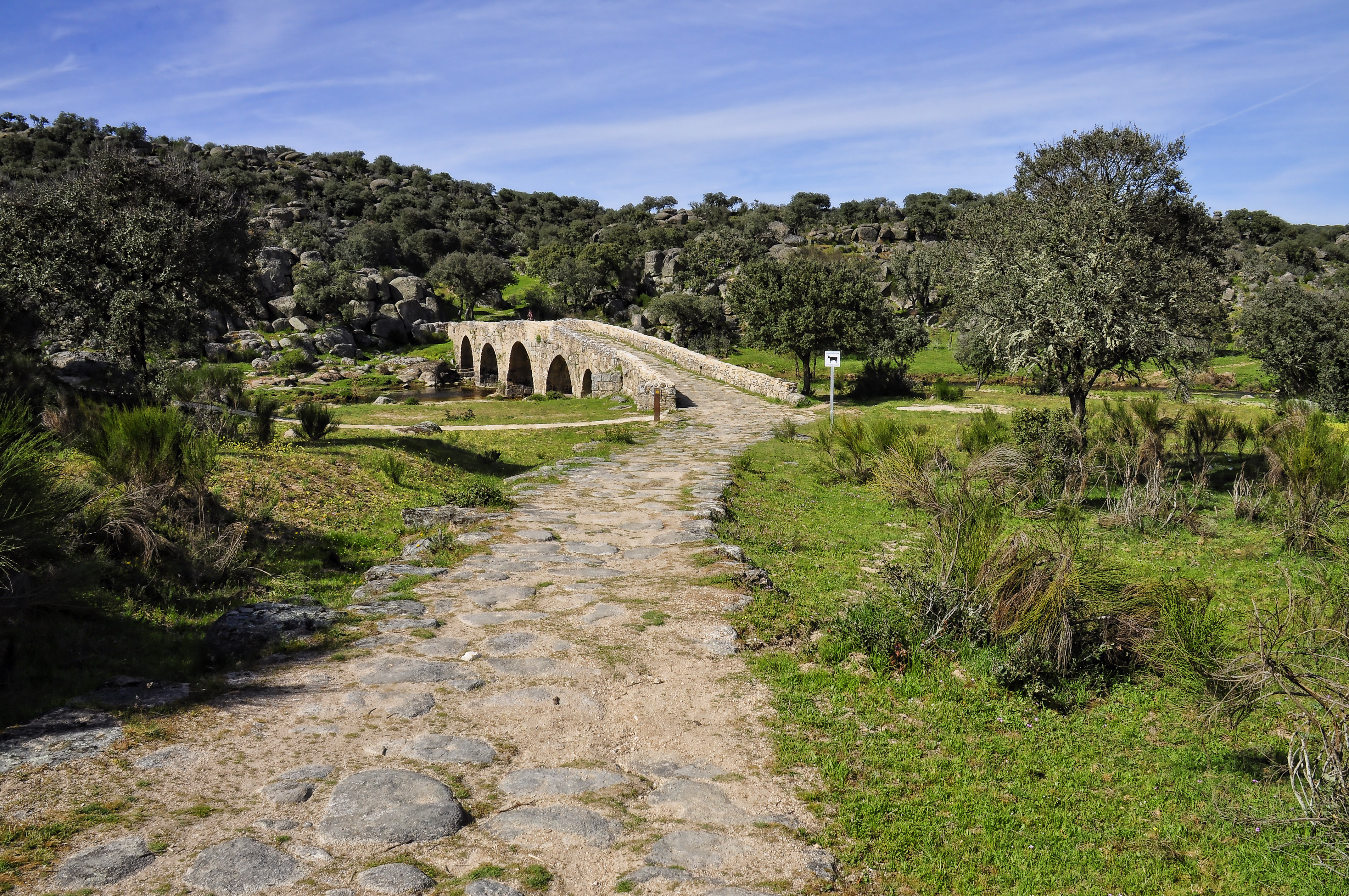
A híd és környezete
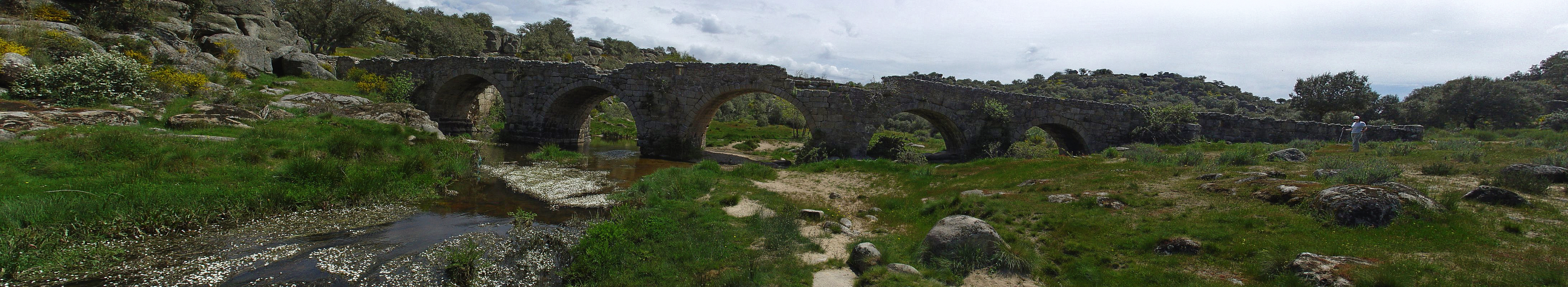
Panorámakép
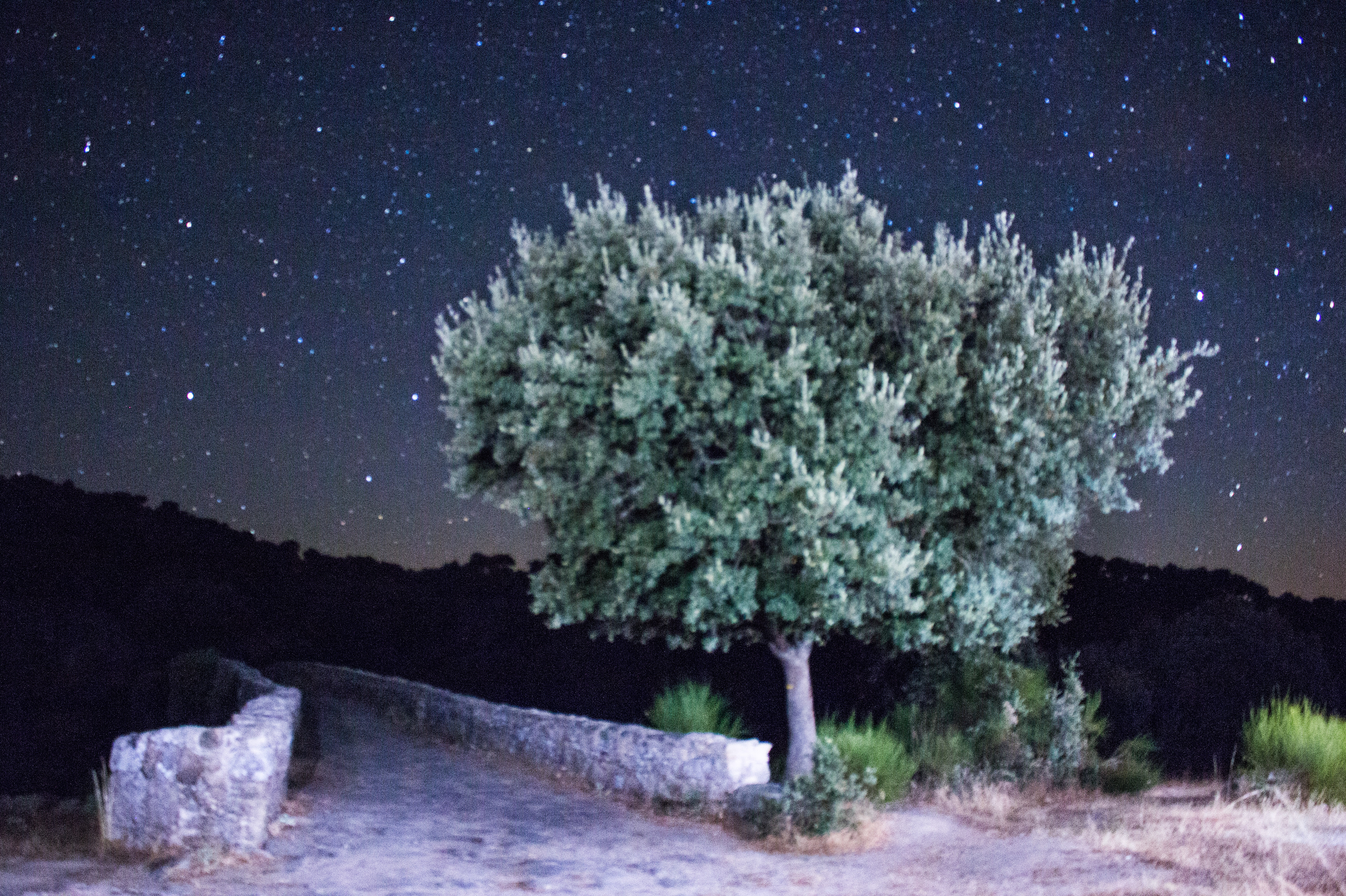
A híd és a végénél álló fa éjjel
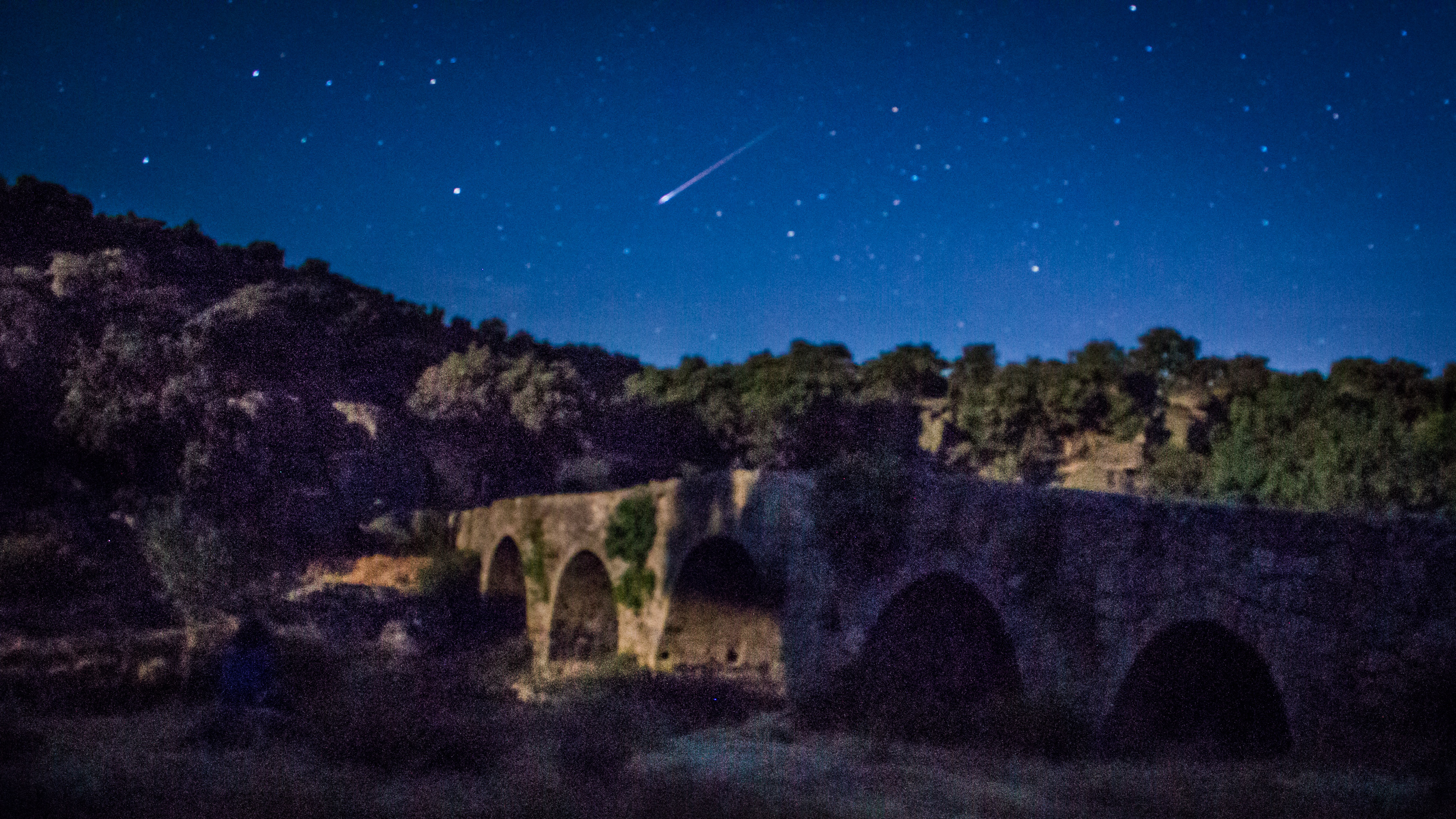
Hullócsillag a híd fölött